# Ravenska vas
Ravenska vas je naselje v Občini Zagorje ob Savi.